# Heliotropium kavirense
Heliotropium kavirense är en strävbladig växtart som beskrevs av H. Riedl. Heliotropium kavirense ingår i Heliotropsläktet som ingår i familjen strävbladiga växter. Inga underarter finns listade i Catalogue of Life.